# Color framing
Con l'espressione inglese color framing ci si riferisce, nel campo della tecnologia televisiva, alla cosiddetta sequenza colori dei semiquadri video in un segnale composito, cioè allo spostamento ciclico attraverso tutte le possibili correlazioni di fase tra le temporizzazioni del video e della sottoportante colore.
L'esatta natura della sequenza colori dipende dallo standard video in uso. Nel caso degli standard principali per il video composito, i sistemi NTSC e SÉCAM hanno una sequenza di 4 semiquadri, mentre il PAL, per via della sua inversione di fase periodica, ha una sequenza di 8 semiquadri.
Rispettare il color framing, all'epoca dell'introduzione della televisione a colori, era di notevole importanza durante il montaggio, poiché un taglio tra fotogrammi fuori sequenza avrebbe provocato un salto visibile nella riproduzione dei colori. Per aiutare a prevenire questo problema, il timecode SMPTE contiene un flag di segnalazione (Color Framing Reply Tag) per indicare che il segnale video registrato segue ben precise convenzioni sulla sincronizzazione del video e della sequenza colori. Se il flag è impostato, il sistema di montaggio è in grado di forzare i punti di montaggio in modo che gli stacchi siano sempre conformi alla sequenza.
Una graduale soluzione alla necessità di rispettare punti di montaggio prestabiliti trovò una graduale soluzione a partire dagli anni 80 con la progressiva introduzione di TBC sempre più sofisticati fino ad arrivare al punto, con l'ultima generazione di nastri da un pollice, all'uso di TBC in grado di recuperare senza effetti visibili anche un fotogramma sfasato di 180°.
Con la definitiva affermazione del video a componenti e del video digitale, la fase della sottoportante colore non è più rilevante.